# 凱里馬
凱里馬是太平洋島國巴布亞新畿內亞海灣省的城鎮及首府，距離莫爾茲比港229公里，之間有Hiritano公路相連接，海拔高度6米，始建於1885年，經濟農作物有檳榔和西米，2013年人口6,551。